# 巍山文庙
巍山文庙，即蒙化直隶厅文庙（原为蒙化府文庙），位于云南省大理州巍山县南诏镇西街，始建于明洪武年间，万历四十七年（1619年）后重建，后又多次重修。巍山文庙坐北向南，布局为左庙右学（前庙后学），现存照壁、泮池、棂星门、大成门、大成殿、雁塔坊、崇圣祠、尊经阁，名宦祠、兴文祠、承祭斋、乡贤祠、明伦堂、学官署等建筑，其中部分为修复重建:193:139。大成殿七开间，单檐歇山顶建筑。2012年1月7日公布为第七批云南省文物保护单位。